# Otto Hoetzsch

Otto Hoetzsch

Otto Hoetzsch (* 14. Februar 1876 in Leipzig; † 27. August 1946 in Berlin) war ein deutscher Historiker, Publizist, Dolmetscher und Politiker (Deutschkonservative Partei, DNVP und KVP). Er war zu Anfang des 20. Jahrhunderts einer der Begründer der deutschen Ostforschung und trat für eine auf Verständigung bedachte Beschäftigung mit den osteuropäischen Staaten ein. Deswegen wurde er, als er 1917 gegen annexionistische Bestrebungen gegenüber Russland eintrat, von der Mehrzahl seiner Kollegen, so z. B. von Johannes Haller, als russophil bezeichnet. Die Nationalsozialisten diffamierten ihn als probolschewistisch.

## Leben

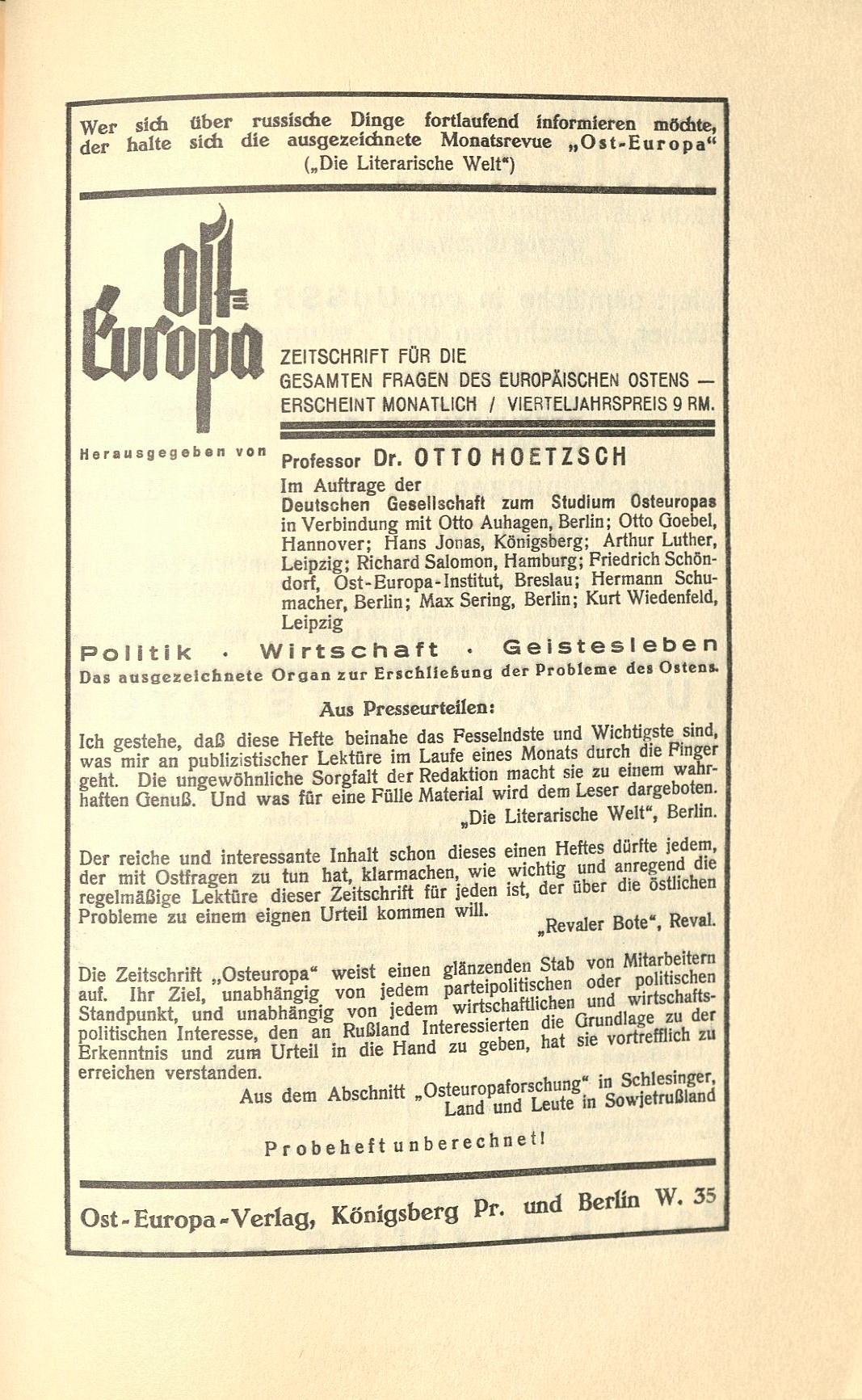
Anzeige (1933)

Otto Hoetzsch wurde 1876 als Sohn des Klempnermeisters Gustav Adolph Hoetzsch und seiner Frau Alma, geborene Stahl, in Leipzig geboren. Seine Mutter war die Tochter eines Gerichtsdirektors. Er besuchte die humanistische Thomasschule zu Leipzig. Danach war er Einjährig-Freiwilliger in einem Infanterie-Regiment der sächsischen Armee. Er schied 1914 als Leutnant der Landwehr aus und wurde im Ersten Weltkrieg in der Auslandspresse-Abteilung des stellvertretenden Generalstabs eingesetzt.
Er studierte ab 1895 Geschichte, Kunstgeschichte und Nationalökonomie an der Universität Leipzig und 1896 an der Ludwig-Maximilians-Universität München. Zu seinen Lehrern gehörten Erich Marcks, Gerhard Seeliger und Erich Brandenburg. Während seines Studiums wurde er Mitglied beim antisemitischen Verein Deutscher Studenten Leipzig. Hoetzsch wurde 1900 mit der Dissertationsarbeit Die wirtschaftliche und soziale Gliederung vornehmlich der ländlichen Bevölkerung im meißnisch-erzgebirgischen Kreise Kursachsens bei Karl Lamprecht zum Dr. phil. promoviert. Von 1897 bis 1906 war er Schriftleiter der Akademischen Blätter des Verbandes der Vereine Deutscher Studenten. Nach der Promotion arbeitete er als Bibliothekar am Historischen Institut Leipzig und an der Ausgabe Urkunden und Aktenstücke zur Geschichte des Kf. Friedrich Wilhelm der Königlich-Preußischen Akademie der Wissenschaften. Ab 1902 hörte er zusätzliche Vorlesungen bei Theodor Schiemann zur Russischen und Polnischen Geschichte am Institut für osteuropäische Geschichte und Landeskunde. 1906 habilitierte er sich bei Otto Hintze in Geschichte an der Friedrich-Wilhelms-Universität zu Berlin. Schwerpunktmäßig beschäftigte er sich mit Osteuropäischer Geschichte und der Geschichte Russlands.
Von 1906 bis 1913 unterrichtete er an der Königlichen Akademie zu Posen und ab 1911 Neue Geschichte an der Preußischen Kriegsakademie in Berlin. 1913 wurde er außerordentlicher Professor für Osteuropäische Geschichte und Landeskunde in Berlin. Ab 1920 war er Mitarbeiter der Notgemeinschaft der deutschen Wissenschaft und Dozent an der Deutschen Hochschule für Politik in Berlin. Von 1922 bis 1933 arbeitete er zudem an der Verwaltungsakademie Berlin. 1927 richtete er den Studiengang „Außenpolitik und internationale Beziehungen“ an der Universität Berlin ein und referierte für das Auswärtige Amt. Von 1920 bis 1928 war er persönlicher Ordinarius und ab 1935 als Nachfolger von Karl Stählin Inhaber des Lehrstuhls für Osteuropäische Geschichte. Noch im selben Jahr wurde er zwangspensioniert und erst wieder 1945 berufen. Er orientierte sich bei seiner Arbeit an den Wissenschaftlern Gustav Freytag, Heinrich von Treitschke, Karl Lamprecht, Gustav v. Schmoller und Otto Hintze.
Hoetzsch war von 1910 bis 1918 Mitglied der Deutschkonservativen Partei. Nach deren Auflösung trat er in die Deutschnationale Volkspartei (DNVP) ein. Von 1919 bis 1928 war er Mitglied des Parteivorstandes. Seine parlamentarische Arbeit begann er 1919 als Abgeordneter für die Provinz Posen in der Preußischen Verfassunggebenden Landesversammlung. Ab 1920 war er Reichstagsabgeordneter für Leipzig. 1924 und 1928 wurde er wiedergewählt. Er unterstützte 1924 den Dawes-Plan. 1929 schloss er sich für kurze Zeit der Konservativen Volkspartei um Gottfried Treviranus an, die an der Annäherungspolitik an die NSDAP von Alfred Hugenberg Kritik übte. Außerdem gehörte er dem Bund zur Erneuerung des Reiches an. Als Mitglied und Schriftführer des Auswärtigen Ausschusses des Reichstags wohnte er 1928 einem Seminar am Williams College in Williamstown, Massachusetts bei. Wegen seiner politischen Moderatheit wurde er als einziger konservativer Politiker eingeladen. In Berlin war er Mitglied im SeSiSo-Club, einem kulturell-politischen Gesprächszirkel.
Er war ein großer Verehrer von Reichspräsident Paul von Hindenburg, den er auch gemeinsam mit seiner Frau Cornelie Hoetzsch als Gast in seiner Wohnung bewirtete. Gemeinsam mit Hermann Mertz von Quirnheim verfasste er vermutlich die Autobiographie von Hindenburg Aus meinem Leben (1920).
Von 1903 bis 1906 war er Redakteur für die von Julius Lohmeyer gegründete Deutsche Monatsschrift für das gesamte Leben der Gegenwart. Zudem betätigte er sich im Alldeutschen Verband (wo er seit 1904 im Reichsvorstand Mitglied war), im Bund der Landwirte, im Deutschen Ostmarkenverein und für den Deutschen Flottenverein. 1905 legte er das militärische Dolmetscherexamen in Polnisch und Russisch ab. Zudem beschäftigte er sich mit Ukrainisch, Französisch, Englisch, Italienisch und Niederländisch. Bei den Verhandlungen der Reichsregierung über den Rapallovertrag (1922) mit der neu gegründeten Sowjetunion, die mittels dieses Vertragswerkes einen ersten Schritt zur internationalen Anerkennung unternahm, wurde er als Dolmetscher zugezogen. Hoetzsch scheint anfangs im Rapallovertrag auch für das besiegte und international geächtete Deutschland Chancen gesehen zu haben, wieder Großmacht zu werden; die ablehnende Haltung des westlichen Auslandes bestärkte ihn in dieser Überzeugung. Er betätigte sich im Deutschnationalen Handlungsgehilfen-Verband bei der Deutschen Liga für Völkerbund. In den 40er Jahren unterhielt er Kontakte zum deutschen Widerstand.

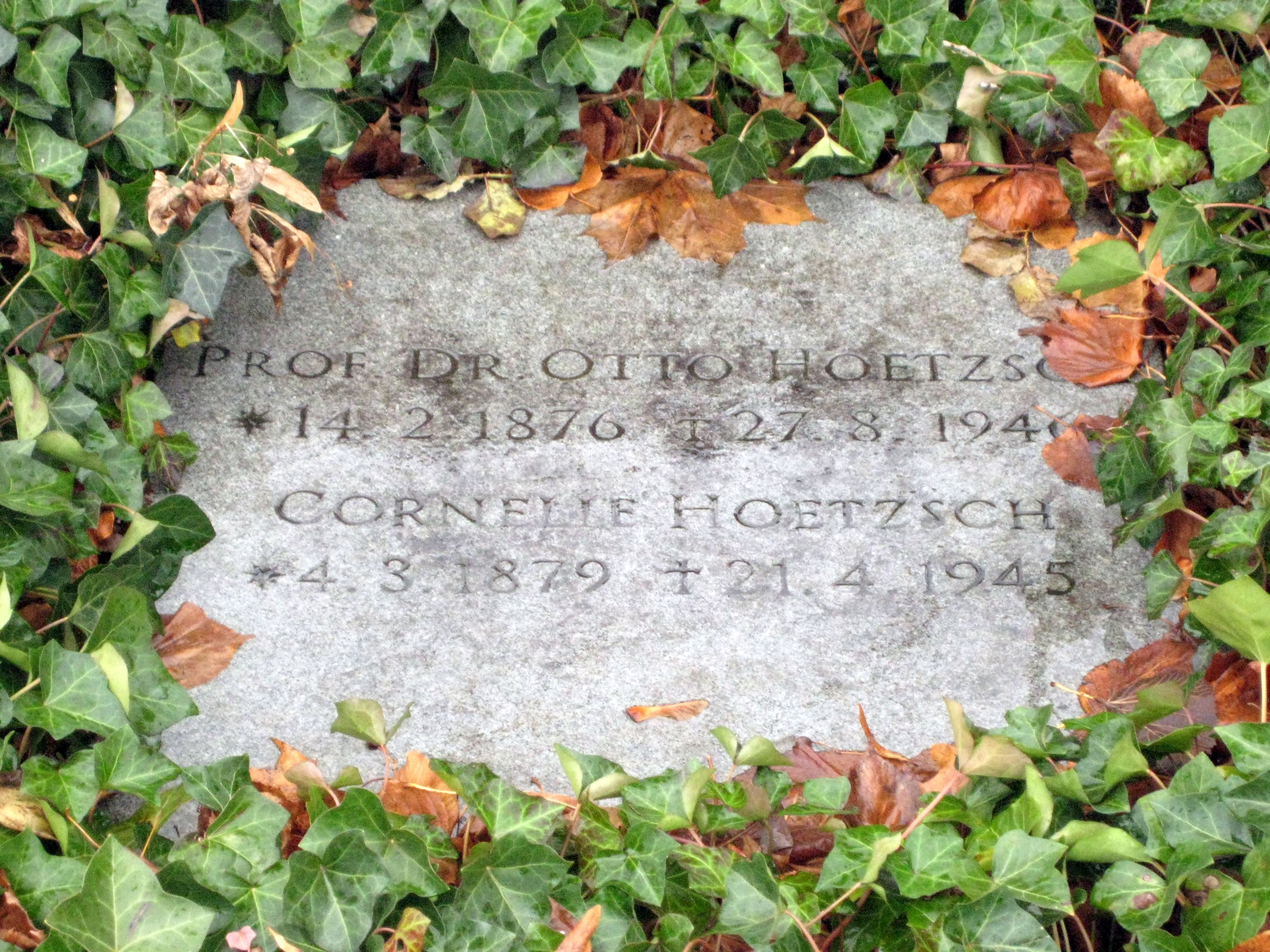
Grab auf dem Invalidenfriedhof, Berlin

Zwischen 1923 und 1934 hielt er sich mehrfach in Russland auf und nahm dort Kontakte zu wissenschaftlichen und gesellschaftlichen Institutionen auf. Er unterhielt Beziehungen zu einflussreichen russischen Diplomaten und Politikern. In dieser Zeit war er Interessensvertreter für alle Russland- und Sowjetunion-Begeisterten im Berlin der 20er Jahre. Er gründete die Deutsche Gesellschaft zum Studium Osteuropas und 1925 die Zeitschrift Osteuropa, die heute noch existiert. Er organisierte und inspirierte russische Emigranten, Deutsch-Balten und Sowjetbürger, denn Berlin war damals das anerkannte Zentrum der Russland- und Osteuropastudien. Deshalb bezeichneten ihn die Nationalsozialisten als „Salon- und Kulturbolschewist“, obwohl er prinzipiell deutschnational eingestellt war, jedoch einen Ausgleich mit Russland befürwortete. Von 1914 bis 1924 edierte er die Kreuzzeitung. Seit 1917 stand er im Disput mit dem Historiker Johannes Haller, einem Vertreter der Kulturträgertheorie.
Nach seiner Zwangspensionierung lebte er zurückgezogen in Berlin; ab 1944 vorübergehend in Stettin. 1945 wurde er von der Deutschen Verwaltung für Volksbildung als Professor wieder angestellt. Hoetzsch wollte an die Theoretiker Johann Gottfried Herder und August Ludwig von Schlözer anknüpfen. Er starb nach schwerer Krankheit 1946 in Berlin und wurde auf dem Invalidenfriedhof beigesetzt.
Nachgelassene Papiere von Hoetzsch, darunter ein unveröffentlichtes Manuskript zum Leben und Wirken von Alexander I., lagen am Leibniz-Institut für Ost- und Südosteuropaforschung und wurden 2018 dem Archiv der Humboldt-Universität übergeben.

## Ehrungen
- Korrespondierendes Mitglied der UCL School of Slavonic and East European Studies

## Schriften (Auswahl)
Monographien
- Die wirtschaftliche und soziale Gliederung vornehmlich der ländlichen Bevölkerung im Meißnisch-Erzgebirgischen Kreise Kursachsens. Auf Grund eines Landsteuerregisters aus der zweiten Hälfte des XVI. Jahrhunderts (= Leipziger Studien aus dem Gebiet der Geschichte, Bd. 6, Heft 4). Leipzig 1900.
- Die Vereinigten Staaten von Nordamerika (= Monographien zur Weltgeschichte. Bd. 20, ZDB-ID 500713-6). Velhagen & Klasing, Bielefeld u. a. 1904.
- Stände und Verwaltung von Cleve und Mark in der Zeit von 1666 bis 1697 (= Urkunden und Aktenstücke zur Geschichte der inneren Politik des Kurfürsten Friedrich Wilhelm von Brandenburg. Teil 2). Leipzig 1908.
- Rußland. Eine Einführung auf Grund seiner Geschichte von 1904 bis 1912. Berlin 1913.
  - Russland. Eine Einführung auf Grund seiner Geschichte vom Japanischen bis zum Weltkrieg. Berlin 1917 (2., erw. Aufl.)Auszüge.
- Politik im Weltkrieg. Historisch-politische Aufsätze. Bielefeld/Leipzig 1916.
- Polen in Vergangenheit und Gegenwart (= Schützengraben-Bücher für das deutsche Volk. Bd. 48, ZDB-ID 513341-5). Siegismund, Berlin 1917.
- Die weltpolitische Kräfteverteilung nach den Pariser Friedensschlüssen. Zentralverlag, Berlin 1921, später als: Die weltpolitische Kräfteverteilung seit den Pariser Friedensschlüssen.
- Osteuropa und Deutscher Osten. Kleine Schriften zu ihrer Geschichte. Ost-Europa-Verlag, Königsberg/Berlin 1934.
- Katharina die Zweite von Russland. Eine deutsche Fürstin auf dem Zarenthrone des 18. Jahrhunderts. Koehler und Amelang, Leipzig 1940 (postum).
- Grundzüge der Geschichte Rußlands. Herausgegeben und mit Anmerkungen versehen von Bernhard Stasiewski. Stuttgart 1949, Neuauflage 1970, englische Übersetzung New York 1966.
- Rußland in Asien. Geschichte einer Expansion (= Schriftenreihe Osteuropa. Bd. 5, ZDB-ID 401186-7). Mit einem Vorwort von Klaus Mehnert. Deutsche Verlags-Anstalt, Stuttgart 1966.

Aufsätze und Artikel
- Die dringendste Aufgabe der Polenpolitik (= Flugschriften des Alldeutschen Verbandes. Bd. 27, ZDB-ID 1019621-3). Vortrag, gehalten auf dem alldeutschen Verbandstage in Wiesbaden am 8. September 1907. J. F. Lehmann, München 1907.
- Das Deutschtum in den Vereinigten Staaten. In: Deutsches Reich und Volk. Ein nationales Handbuch. Im Auftrage des Kyffhäuser-Verbandes der Vereine Deutscher Studenten und mit Unterstützung anderer nationaler Verbände hrsg. v. Alfred Geiser, München 1906, S. 271–281 (Digitalisat).
- Staatenbildung und Verfassungsentwicklung in der Geschichte des germanisch-slavischen Ostens. In: Zeitschrift für osteuropäische Geschichte 1, 1911, S. 363–417.
- Adel und Lehenswesen in Rußland und Polen und ihr Verhältnis zur deutschen Entwicklung. In: Historische Zeitschrift 108, 1912, S. 541–592.
- Die auswärtige Politik der Vereinigten Staaten von Amerika und ihre Ziele. In: Handbuch der Politik, Berlin und Leipzig 1914.
- Vorwort. In: Hans Plehn,: Bismarcks auswärtige Politik nach der Reichsgründung. R. Oldenbourg, München und Berlin 1920, S. III–IX (Digitalisat).
- Vorwort. In: Die Arbeitsschule in Sowjet-Russland. Führer durch die von der Deutschen Gesellschaft zum Studium Osteuropas im Zentralinstitut für Erziehung und Unterricht zu Berlin veranstaltete Ausstellung des Volksbildungskommissariats und der Gesellschaft für kulturelle Verbindung der Sowjet-Union mit dem Auslande in Moskau. Osteuropa-Verlag und Berlin W 35, Königsberg i. Pr. 1927.
- Vorwort. In: Der europäische Osten (= Dokumente zur Weltpolitik der Nachkriegszeit. Bd. 6, ZDB-ID 540346-7). Teubner, Leipzig u. a. 1933.
- Vorwort. In: Südosteuropa und naher Orient (= Dokumente zur Weltpolitik der Nachkriegszeit. Bd. 7). Teubner, Leipzig u. a. 1933.

Herausgeber
- Peter von Meyendorff. Ein russischer Diplomat an den Höfen von Berlin und Wien. Politischer und privater Briefwechsel 1826–1863. Herausgegeben und eingeleitet von Otto Hoetzsch. 3 Bände. Berlin/Leipzig 1923.